# Georges-Kévin N’Koudou
Georges-Kévin N'Koudou Mbia (Versailles, Franciaország, 1995. február 13. –) francia korosztályos válogatott labdarúgó, a szaúd-arábiai Damak középpályása.

## Pályafutása

### Kezdeti évek
N'Koudou a Nantes-ban kezdte felnőtt pályafutását. A francia élvonalban 2013. augusztus 11-én, az SC Bastia ellen mutatkozott be, az utolsó percben csereként beállva. 2015 júniusában 1 millió fontért az Olympique Marseille-hez igazolt. A 2015-16-os szezonban nyújtott teljesítménye miatt a 30. helyen végzett az UEFA "Év játékosa" szavazásán.

### Tottenham Hotspur
2016. augusztus 31-én leigazolta az angol Tottenham Hotspur, ahol  ötéves  szerződést írt alá. A londoni klub a hírek szerint 11 millió fontot fizetett érte. Egy Gillingham elleni Ligakupa-meccsen debütált, a 60. percben beállva. A bajnokságban szeptember 24-én debütált, a 90. percben beállva a Middlesbrough ellen.

### Burnley
2018. január 9-én a Burnley vette kölcsön a 2017–18-as szezon végéig.

### AS Monaco
2019. január 31-én a 2018–19-es szezon végéig az AS Monaco vette kölcsön.

### Beşiktaş
2019. augusztus 22-én a török Beşiktaş együtteséhez igazolt 4,6 millió fontos összeg ellenében.

### Damak
2023. augusztus 15-én szerződtette a szaúdi Damak csapata.

## Sikerei, díjai
Beşiktaş
- Süper Lig
  - Bajnok (1): 2020–21
- Türkiye Kupası
  - Győztes (1): 2020–21